# الاتفاقيات الأمنية بين أستراليا وإندونيسيا
الاتفاقيات الأمنية بين أستراليا وإندونيسيا هي أي معاهدات رسمية موقعة من قبل كل من الحكومتين الأسترالية والإندونيسية والتي تتعلق بقضايا مثل التعاون الأمني والدفاع والأغراض العسكرية التي تشمل الدولتين. منذ عام 1995 تم توقيع خمسة اتفاقات رسمية: اتفاقيات عام 1995، ومعاهدة لومبوك لعام 2006، واتفاقيتان للتعاون في مجال الدفاع تتعلق بمعاهدة لومبوك، والتفاهم المشترك للأمن لعام 2014.
كانت الاتفاقية الأولى الموقعة في عام 1995 الأولى من نوعها لإندونيسيا، وحظيت بقبول حسن في البداية من كلا البلدين. ومع ذلك، بعد أزمة تيمور الشرقية في عام 1999 ألغت إندونيسيا الاتفاقية، و«تضاءلت» العلاقات بين البلدين. لم يتم توقيع أي اتفاقيات أمنية جديدة حتى معاهدة لومبوك لعام 2006. أثبتت هذه المعاهدة الثانية نجاحها بشكل كبير، ومع وجود اتفاقين محدثين منذ توقيعها الأصلي، تظل سارية المفعول اعتبارًا من مايو 2019.

## اتفاق الأمن 1995
تم توقيع الاتفاقية بين حكومة أستراليا وحكومة جمهورية إندونيسيا «اتفاقية 1995» من قبل وزير الخارجية الأسترالي غاريث إيفانز ووزير الخارجية الإندونيسي علي العطاس في جاكرتا في 18 ديسمبر 1995. كانت الاتفاقية أول اتفاقية أمنية ثنائية توقعها إندونيسيا. تبدأ المعاهدة بديباجة تتناول الرغبة المشتركة لكلتا الدولتين في تعزيز الروابط بينهما في الوقت الذي تعملان فيهما معا للحفاظ على السلام والاستقرار في منطقتي المحيطات وجنوب شرق آسيا. ثم توضح كيف يهدف هذا الاهتمام المشترك إلى تحقيق نتيجة ترى أمنًا حسن النية في المنطقة من شأنه أن يفيد أكثر الدولتين في السماح لهما بأكبر بيئة ممكنة لـ «التنمية الاقتصادية والازدهار» لأنفسهما وللمنطقة الأوسع. تؤكد المعاهدة من جديد سيادة وسلامة الأرض التي تحتفظ بها كلتا الدولتين، فضلاً عن الالتزام الذي قطعته كلتا الدولتين بميثاق الأمم المتحدة والذي من شأنه أن يجعلهما يسويان أي نزاعات محتملة بطريقة سلمية. بالإضافة إلى ذلك من المسلم به أنه على الرغم من أن كل دولة مسؤولة بشكل أساسي عن أمنها، فقد يتم تقديم مساهمات من قبل الطرف الآخر لضمان الأمن داخل المنطقة. هذه الجهود الأمنية الثنائية، تجدر الإشارة إلى أنها ستؤثر حتما على المنطقة الأوسع، وبالتالي ينبغي على كلا البلدين الموافقة على استراتيجيات التعاون الأمني التي من شأنها تعزيز الأمن الذاتي وأمن المنطقة الأوسع. أخيرًا يلاحظ أن هذه المعاهدة لا تؤثر بأي شكل من الأشكال على الالتزامات الدولية القائمة التي تتحملها أي من الدولتين.
ثم يتم سرد المواد الأربعة التي تشكل المعاهدة بشكل صحيح. توضح المادة الأولى الوعد الذي قطعته كلتا الدولتين بالتشاور بانتظام بشأن الأمور التي تؤثر على أمنهما المشترك من أجل تطوير الاستراتيجيات المذكورة أعلاه على نحو أفضل والتي ستؤثر على أمنهما وأمن المنطقة ككل. يلخص المقال الثاني وعد كلتا الدولتين بالتشاور فيما بينهما حول المسائل الأمنية خارج نطاق القدرات الأمنية لأمة واحدة، أو التي تؤثر على كلا البلدين عينا. لن تكون نتيجة هذه المشاورات بالضرورة نشر العمل الثنائي، ولكن الإجراءات الفردية المتخذة لا تزال تتم وفقًا لعمليات كل دولة. المادة الثالثة تعد بتعزيز متبادل للتعاون متبادل المنفعة في المجال الأمني بين البلدين. تصدق المادة الرابعة على الثلاثة السابقة، وتقر بأنها ستدخل حيز التنفيذ في يوم توقيع المعاهدة. دخلت اتفاقية 1995 حيز التنفيذ في 15 يوليو 1996.

### إالغاء الاتفاقية
ثبت أن هذه المعاهدة الأولى لم تدم طويلاً. في عام 1998 استقال سوهارتو أحد القوى المحركة للمعاهدة إلى جانب كيتنغ، بعد ثلاثين عامًا في السلطة. بعد هذه الاستقالة أبرم اتفاق بين إندونيسيا والبرتغال - احتفظت البرتغال بالوصاية على تيمور الشرقية من الفترة الاستعمارية وحتى الاستقلال التيموري القصير في عام 1975 - إلى استفتاء تحت رعاية الأمم المتحدة في عام 1999، وخلاله شعب تيمور الشرقية صوت بأغلبية ساحقة من أجل الاستقلال عن إندونيسيا. أدى الاستفتاء إلى انتشار العنف في جميع أنحاء تيمور الشرقية بين الجيش التيموري الشرقي ومختلف ميليشيات موالية لإندونيسيا والجنود الإندونيسيين مما أدى إلى مقتل العديد من الجانبين. ونتيجة لذلك رعت الأمم المتحدة قوة لحفظ السلام يتم نشرها في إندونيسي، تتألف من تحالف من مختلف قوات الدفاع الوطني، تتكون أساسًا من قوات من أستراليا ونيوزيلندا وتايلاند. وتحت قيادة الأسترالي الجنرال بيتر كوسجروف. دخلت هذه القوة إندونيسيا في سبتمبر عام 1999 وحافظت على السلام في المنطقة حتى تدخلت الأمم المتحدة بقواتها الأمنية المتخصصة. دخلت إدارة الأمم المتحدة الانتقالية في تيمور الشرقية إندونيسيا في أكتوبر 1999 وفي 20 مايو 2002 تم الاعتراف بجمهورية تيمور الشرقية الديمقراطية على أنها مستقلة تمامًا من قبل الأمم المتحدة.
أدت مشاركة أستراليا في تيمور الشرقية إلى خلاف كبير مع إندونيسيا. في عام 2010 لاحظ السفير الإندونيسي آنذاك إمرون كوتان: في الوقت الذي تم فيه إنهاء الاتفاقية، كانت تصرفات أستراليا في تيمور الشرقية غير متوافقة مع نص وروح الاتفاقية". ونتيجة لذلك، في سبتمبر 1999 في نفس الشهر الذي دخلت فيه أستراليا تيمور الشرقية، ألغت إندونيسيا رسميًا اتفاق 1995. بقيت العلاقات بين البلدين صامتة في أوائل العقد الأول من القرن الماضي، حيث قامت إندونيسيا إما بالتأخير أو بإلغاء معظم الارتباطات الرسمية بين البلدين. ومع ذلك سمحت مناسبتان باستعادة العلاقات السياسية القوية بين أستراليا وإندونيسيا قبل التوقيع على معاهدة لومبوك في عام 2006، وهي تفجيرات بالي في عام 2002، والمنتدى الوزاري الإندونيسي الأسترالي السادس في عام 2003. بقيت بعض المشاعر المعادية لأستراليا في إندونيسيا، اشتعلت في أوائل عام 2006 بترحيب أستراليا باللاجئين من بابوا غينيا الجديدة في خضم نزاع بابوا مع إندونيسيا. اقترح الرئيس الإندونيسي سوسيلو بامبانج يودويونو معاهدة أمنية جديدة هذه المرة قبل وقت قصير من زيارته إلى أستراليا في أبريل 2005، وهو اقتراح سيصبح في نهاية المطاف معاهدة لومبوك.

## معاهدة لومبوك
تم توقيع الاتفاقية بين أستراليا وجمهورية إندونيسيا حول إطار التعاون الأمني (معاهدة لومبوك) من قبل وزير الخارجية الأسترالي ألكسندر داونر ووزير الخارجية الإندونيسي حسن ويراجودا في 13 نوفمبر 2006 في ماتارام لومبوك إحدى الجزر في الأرخبيل الإندونيسي. كانت هذه المعاهدة أكثر جوهرية من اتفاقية عام 1995 السابقة، وتناولت بشكل أكثر وضوحًا القضايا الأمنية الدقيقة التي ستواجهها كل دولة. يبدأ بـ ديباجة مشابهة لتلك الواردة في الاتفاقية السابقة، والتي تحدد التزامات كلا البلدين بالتمسك بميثاق الأمم المتحدة والاعتراف المتبادل بسيادة كل منهما ووحدته وسلامة أراضيه، وشرط يعد بالالتزام بقوانين وأنظمة كل دولة. ثم تدخل المعاهدة في المواد المناسبة، كما في الاتفاقية السابقة: توضح المادة الأولى ببساطة الغرض من المعاهدة كطريقة لتوفير إطار عمل للأمن التعاوني فيما يتعلق بالتهديدات الأمنية المشتركة للدولتين، وإنشاء آلية يمكن للدولتين من خلالها التفاعل بشكل مستمر عندما تنشأ التهديدات المذكورة أعلاه.
يحتوي ما تبقى من المعاهدة على العديد من التأكيدات نفسها التي قدمها اتفاق عام 1995 وهي: الالتزام بالتعاون الدفاعي، المذكور سابقًا في المادة 1، الالتزام بالتعاون في مجال إنفاذ القانون، والتعاون في مجال مكافحة الإرهاب، والتعاون في مجال الاستخبارات والأمن البحري وسلامة وأمن الطيران، ومنع انتشار أسلحة الدمار الشامل، والتعاون في المنظمات الدولية بشأن القضايا المتعلقة بالأمن وتفهم المجتمع والناس التعاون بين الناس. دخلت معاهدة لومبوك حيز التنفيذ في 7 فبراير 2008

## المزيد من الاتفاقيات
ظلت معاهدة لومبوك على عكس نظيرتها السابقة، سارية المفعول اعتبارًا من 29 مايو 2019. ومنذ توقيعها الأولي تم توقيع ثلاث اتفاقيات أمنية أو دفاعية إضافية بين أستراليا وإندونيسيا. في عام 2012 تم توقيع أول ترتيب للدفاع الأمني من قبل الدولتين. انتهت مدة سريان هذه الاتفاقية في 5 سبتمبر 2017، ولكن أعيد تعيينها في 1 فبراير 2018 من قبل وزير الدفاع الأسترالي ماريسا باين ووزير الدفاع الإندونيسي رياميزارد رياكودو. يوجد ترتيبات التعاون الدفاعي بين أستراليا وإندونيسيا لتعزيز معاهدة لومبوك، وكلاهما بمثابة تأكيدات على الالتزامات المنصوص عليها في عام 2006.
في عام 2014 وقع وزير الخارجية الأسترالي جولي بيشوب ووزير الخارجية الإندونيسي مارتي ناتاليجاوا على التفاهم المشترك بشأن مدونة قواعد السلوك بين جمهورية إندونيسيا وأستراليا تنفيذاً للاتفاق المبرم بين جمهورية إندونيسيا وأستراليا بشأن إطار التعاون الأمني. هذه الاتفاقية المعترف بها على أنها منفصلة عن معاهدة لومبوك، لم تكن معاهدة دفاع تقليدية، ولم تتضمن نفس محتوى المعاهدات السابقة أو اتفاقية آخرى لعام 2012. وبدلاً من ذلك تصرف التفاهم المشترك كمجموعة من القواعد التي توافق الدولتان على اتباعها وفقًا لمعاهدة لومبوك. كان يعتقد أن التفاهم المشترك جاء نتيجة تحقيق عام 2013 الذي كشف عن أنشطة تجسس نفذتها أستراليا في عام 2009، واستهدفت الرئيس الإندونيسي آنذاك سوسيلو بامبانج يودويونو، لأن الاتفاقية تتضمن البند: الأطراف لن استخدام أي من معلوماتهم الاستخباراتية، بما في ذلك قدرات المراقبة، أو الموارد الأخرى، بطرق تضر بمصالح الأطراف.